# Jan Bo Petersen
Jan Bo Petersen  (født 28 juli 1970 i Næstved) er en tidligere dansk cykelrytter. I 1990 og 1991 blev han kåret som Årets cykelrytter i Danmark ved en afstemning blandt læserne af Cykling Sport & Motion. Han vandt bronze medalje i holdforfølgelsesløbet ved De olympiske lege i 1992. I løbet af karrieren vandt han 1 sølv - og tre bronzemedaljer ved VM i banecykling

## Historiske registreringer
- 14. august 1991 - danske Jan Bo Petersen vinder VM-bronze i 4.000 meter individuelt forfølgelsesløb ved VM i banecykling i Stuttgart i Tyskland. Guldet går til tyske Jens Lehmann
- 16. august 1991 - danske Jan Bo Petersen vinder VM-bronze i 50 km pointløb ved VM i cykling i Stuttgart, Tyskland. Bruno Risi (Schweiz) vinder guld. Det er Jan Bo Petersens anden bronzemedalje ved VM